# Nekrolog 1994
Nekrolog
◄◄
| ◄
| 1990
| 1991
| 1992
| 1993
| 1994 | 1995 | 1996 | 1997 | 1998 | ► | ►►
1. Quartal |
2. Quartal |
3. Quartal |
4. Quartal 
Weitere Ereignisse | Allgemeiner Nekrolog 1994
Die Beschreibung der verstorbenen Person sollte so kurz wie möglich gehalten sein und nur deren signifikante Tätigkeit(en) enthalten.
Neue Namen ggf. auch unter dem Geburts- und Sterbedatum, also etwa unter 1. Januar und im Geburts- und Sterbejahr (2024) eintragen (nur bei entsprechender großer Wichtigkeit). Für Beispiele siehe die schon vorhandenen Artikel.
Außerdem über die fünf zuletzt Verstorbenen, zu denen es einen ausreichend guten Artikel für eine Präsentation auf der Hauptseite gibt, nach der todesbedingten Überarbeitung der Artikel ggf. auch unter Wikipedia Diskussion:Hauptseite informieren und sie am besten auch in den anderen Wikipedia-Sprachversionen eintragen. Tipp: Regelmäßig bei news.google.de nach „ist tot“, „gestorben“ oder „verstorben“ suchen.
Wenn eine Person gestorben ist, gibt es viele Seiten zu dieser Person in der Wikipedia, die davon auch betroffen sind und entsprechend aktualisiert werden müssen. Beispiele: Namenübersichtsseite, Geburtsjahr, Geburtsort-Seiten und viele mehr.
Wie finde ich die betroffenen Seiten?
Im Suchfeld auf der linken Seite gibt man den Suchbegriff so ein: „Vorname Nachname“. Dann klickt man auf Volltext und alle Seiten mit entsprechendem Suchtext werden aufgerufen. Hier sieht man dann schnell, wo auch das Todesjahr Sinn macht oder sogar ein Teil des Artikels angepasst werden muss. Auch hilft das „Werkzeug“ auf der linken Seite sehr gut, um solche Seiten aufzufinden: „Links auf diese Seite“. Somit ist die Wikipedia wieder aktuell in allen Bereichen! Hinweis: bei Eintragung der Kategorie „Gestorben JAHR“ wird der Missbrauchsfilter 49 ausgelöst, was jedoch nicht schlimm ist. Siehe: Spezial:Missbrauchsfilter/49
Dies ist eine Liste von im Jahr 1994 verstorbenen bekannten Persönlichkeiten. Die Einträge erfolgen innerhalb der einzelnen Daten alphabetisch sortiert. Tiere sind im Nekrolog für Tiere zu finden.
Die Liste ist nach Quartalen aufgeteilt:
- Nekrolog 1. Quartal 1994: Januar, Februar und März
- Nekrolog 2. Quartal 1994: April, Mai und Juni
- Nekrolog 3. Quartal 1994: Juli, August und September
- Nekrolog 4. Quartal 1994: Oktober, November und Dezember

## Datum unbekannt
| Christiana Abiodun Emmanuel     | nigerianische Evangelistin                                                                    |    |
| Fernando Ramos de Alencar       | brasilianischer Diplomat                                                                      |    |
| Hanoch Avenary                  | israelischer Musikwissenschaftler                                                             |    |
| George A. Baer                  | Schweizer Grafiker und Buchbinder                                                             |    |
| Christian Goncalves Kwami Baëta | ghanaischer presbyterianischer Theologe und ÖRK-Abteilungsleiter                              |    |
| Werner Bärtschi-Rochaix         | Schweizer Neurologe                                                                           |    |
| Florencia Bécquer               | spanische Schauspielerin                                                                      |    |
| Henri Bernard Beer              | niederländischer Erfinder                                                                     |    |
| Maria Beling                    | deutsche Schauspielerin und Sängerin (Soubrette)                                              |    |
| Harry F. Bisel                  | US-amerikanischer Onkologe                                                                    |    |
| Ricardo Blasco                  | spanischer Filmregisseur und Drehbuchautor                                                    |    |
| Josef Bloderer                  | österreichischer Widerstandskämpfer gegen den Nationalsozialismus                             |    |
| István Boros                    | ungarischer Tischtennisspieler                                                                |    |
| Petronella Boser                | deutsche Mezzosopranistin                                                                     |    |
| Ernst Braun                     | deutscher Kommunalpolitiker und Landespolitiker (SPD, SED)                                    |    |
| Jo Brenneis                     | deutscher Maler                                                                               |    |
| Kurt Oskar Buchner              | deutscher Lyriker, Jugend- und Kinderbuchautor                                                |    |
| Anatoli Nikolajewitsch Bulakow  | sowjetischer Boxer                                                                            |    |
| Patrick Carey                   | britischer Filmproduzent und -regisseur, Kameramann und Drehbuchautor                         |    |
| Chang Shuhong                   | chinesischer Maler                                                                            |    |
| Mohammad Hashem Cheshti         | afghanischer Musiker und Komponist                                                            |    |
| Tahirou Congacou                | beninischer Präsident (1965)                                                                  |    |
| Battle Davis                    | US-amerikanischer Filmeditor                                                                  |    |
| Edward E. De Beer               | belgischer Bauingenieur für Geotechnik                                                        |    |
| Kurt Deppert                    | deutscher Klassischer Archäologe und Antikenhändler                                           |    |
| Mehdi Dibaj                     | iranischer Pfarrer und Märtyrer                                                               |    |
| Ruth Dirx                       | deutsche Autorin                                                                              |    |
| Dschabra Ibrahim Dschabra       | palästinensischer Schriftsteller                                                              |    |
| Achmedija Dschebrailow          | sowjetischer Militär aserbaidschanischen Ursprungs, Partisan                                  |    |
| Roy Duke                        | US-amerikanischer Country- und Rockabilly-Sänger                                              |    |
| Lily Ehrenfried                 | deutsche Ärztin und Heilgymnastikerin                                                         |    |
| Jakob Farshtej                  | israelischer Terrorist                                                                        |    |
| Raymond Fellay                  | Schweizer Skirennfahrer                                                                       |    |
| Muhi ad-Din Fikini              | libyscher Politiker, Premierminister von Libyen (1963–1964)                                   |    |
| Erich Fischer                   | deutscher Journalist                                                                          |    |
| Erich Folz                      | deutscher Fußballspieler                                                                      |    |
| Ernst Frey                      | österreichischer Legionär und Autor                                                           |    |
| Georgi Gatschetschiladse        | sowjetischer Schachfunktionär und Schachtrainer                                               |    |
| Henry Geldzahler                | belgisch-US-amerikanischer Kurator für zeitgenössische Kunst                                  |    |
| Stella Goldschlag               | jüdische Gestapo-Kollaborateurin                                                              |    |
| Karl Golgowsky                  | deutscher Schlagersänger, Komponist und Liedtexter                                            |    |
| Dora Grabosch                   | deutsche Malerin                                                                              |    |
| Farid Handal                    | salvadorianischer Politiker                                                                   |    |
| Yosef Harmelin                  | israelischer Diplomat                                                                         |    |
| Alexander Heckmann              | wolgadeutscher Politiker                                                                      |    |
| Margareta Heinrich              | österreichische Filmregisseurin                                                               |    |
| Hans Heps                       | deutscher Architekt                                                                           |    |
| Jost Herbig                     | deutscher Wissenschaftspublizist und Kunstsammler                                             |    |
| Hugo Högner                     | deutscher Maler und Goldschmied                                                               |    |
| Hans Hosemann                   | deutscher Gynäkologe und Mitarbeiter des Maschinellen Berichtswesens                          |    |
| Heinrich Maria Hunger           | österreichischer Maler                                                                        |    |
| Silvano Ippoliti                | italienischer Kameramann                                                                      |    |
| Wolfgang Jacob                  | deutscher Arzt, Sozialmediziner und Medizinphilosoph                                          |    |
| Kurt Janetzky                   | deutscher Hornist                                                                             |    |
| Petrus Josephus Jans            | niederländischer alt-katholischer Bischof                                                     |    |
| Sepp Jöchler                    | österreichischer Bergsteiger                                                                  |    |
| Jewgeni Michailowitsch Jorkin   | russischer Eishockeyspieler                                                                   |    |
| Mahjiddin Jusuf                 | indonesischer islamischer Gelehrter                                                           |    |
| Wilhelm Kähler                  | deutscher Archivar                                                                            |    |
| Alexander Kardin                | deutscher Künstler                                                                            |    |
| Vít Kárník                      | tschechischer Geophysiker und Seismologe                                                      |    |
| Albert Edward Kelly             | britischer Komponist und Dirigent                                                             |    |
| Kevin Thomas Kelly              | australischer Diplomat                                                                        |    |
| Eleonore Klee                   | deutsch-österreichische Buchbinderin und Buch-Restauratorin                                   |    |
| Peter Knoch                     | deutscher Historiker und Geschichtsdidaktiker                                                 |    |
| Konrad Koch                     | deutscher Orgelbauer                                                                          |    |
| Hans Koepf                      | deutscher Kunsthistoriker; Diplomingenieur und Professor an der Staatsbauschule Stuttgart     |    |
| Werner Koeppen                  | deutscher SA-Standartenführer                                                                 |    |
| Otto Kohfink                    | deutscher Motorradrennfahrer                                                                  |    |
| Ruth Koppenhöfer                | deutsche Keramikkünstlerin                                                                    |    |
| Fritz Korn                      | deutscher Schauspieler und Hörspielsprecher                                                   |    |
| Anatoli Abramowitsch Krutjanski | sowjetischer Schachspieler                                                                    |    |
| Irena Kurpisz-Stefanowa         | polnische Pianistin und Musikpädagogin                                                        |    |
| Ruth Lange                      | deutsche Leichtathletin                                                                       |    |
| Theodor Karl Löber              | deutscher Fotograf                                                                            |    |
| Ernest Lörtscher                | Schweizer Fußballspieler                                                                      |    |
| John Lynott                     | US-amerikanischer Ingenieur                                                                   |    |
| Guillermo Marchena              | niederländischer Schlagzeuger und Popsänger                                                   |    |
| Charlotte Mathesie              | deutsche Fotografin                                                                           |    |
| Helen McCloy                    | US-amerikanische Schriftstellerin                                                             |    |
| Walter Menzl                    | deutscher Philosoph und Schriftsteller                                                        |    |
| Markus Mizne                    | ukrainisch-brasilianischer Maler                                                              |    |
| Hans Moser                      | deutscher SS-Führer                                                                           |    |
| Hans Müller                     | deutsch-chinesischer Arzt                                                                     |    |
| Georgi Nikolajewitsch Munblit   | sowjetischer Schriftsteller, Drehbuchautor und Literaturkritiker                              |    |
| Eugen Nell                      | deutscher Maler                                                                               |    |
| Carlos Nelli                    | brasilianischer Leichtathlet                                                                  |    |
| Helmut Nötzoldt                 | deutscher Bühnenbildner und Maler                                                             |    |
| Ferry Olsen                     | deutscher Opernsänger, Komponist und Regisseur                                                |    |
| Kathleen Frances Daly Pepper    | kanadische Malerin                                                                            |    |
| Kurt Pflüger                    | deutscher Ägyptologe                                                                          |    |
| Lil Picard                      | US-amerikanische Künstlerin                                                                   |    |
| Fritz Pinkuss                   | deutscher Rabbiner, Oberrabbiner in Brasilien                                                 |    |
| Karl Polak                      | deutsches NS-Opfer und KZ-Häftling                                                            |    |
| Gheorghe Rășinaru               | rumänischer Fußballspieler                                                                    |    |
| Maurice Rauch                   | US-amerikanischer jüdischer Komponist, Chorleiter und Pianist                                 |    |
| Margarete Raunert               | deutsche Medizinerin und Autorin                                                              |    |
| Franz Rogler                    | österreichischer Surrealist                                                                   |    |
| Otto Roth                       | deutscher Architekt                                                                           |    |
| Johannes Rothkegel              | deutscher Glasermeister                                                                       |    |
| Maria Saidler                   | österreichische Gerechte unter den Völkern                                                    |    |
| Qəmər Salamzadə                 | aserbaidschanische und sowjetische Filmregisseurin und Drehbuchautorin                        | 86 |
| Giorgio Salvioni                | italienischer Drehbuchautor und Filmproduzent                                                 |    |
| Sonja Salvis                    | Schweizer Sängerin                                                                            |    |
| Milton Santini                  | US-amerikanischer Delfintrainer                                                               |    |
| Helmut Schäfer                  | deutscher Gewichtheber                                                                        |    |
| Walter Schönenberger            | Schweizer Komponist liturgischer Musik                                                        |    |
| Alexandru Schwartz              | rumänischer Fußballspieler                                                                    |    |
| Bernd-Horst Sefzik              | deutscher Fotograf und Bildjournalist                                                         |    |
| Władysław Segda                 | polnischer Fechter                                                                            |    |
| Shi Yan                         | chinesischer Kunsthistoriker                                                                  |    |
| Behar Shtylla                   | albanischer kommunistischer Politiker                                                         |    |
| Wigg Siegl                      | deutscher Zeichner, Karikaturist und Illustrator                                              |    |
| Georges Spiro                   | polnisch-französischer Maler, der dem Surrealismus zugeordnet wird                            |    |
| Wolfgang Stumme                 | deutscher Musiklehrer und NSDAP-Parteifunktionär                                              |    |
| Elida Maria Szarota             | polnische Germanistin                                                                         |    |
| Olga Wiedecke                   | deutsche Malerin                                                                              |    |
| Gerd Wiegand                    | deutscher Architekt                                                                           |    |
| Haydar Zafer                    | türkischer Ringer                                                                             |    |
| Elizabeth Klarer                | angeblich von Außerirdischen entführt                                                         |    |
| Irving Kenneth Zola             | US-amerikanischer Aktivist und Autor im Bereich Medizinsoziologie und der Behindertenbewegung |    |